# Rue Saint-Viateur
La rue Saint-Viateur est une voie de Montréal située dans les arrondissements Le Plateau-Mont-Royal et Outremont.

## Situation et accès
Cette l'artère commerciale centrale du quartier du Mile End de Montréal. Elle se prolonge dans le quartier Outremont sous l'appellation d'avenue Saint-Viateur.

## Origine du nom
Selon la Commission de toponymie du Québec, elle a été baptisée « En hommage à la communauté des clercs de Saint-Viateur, dont la maison provinciale est située en bordure de cette rue ».

## Historique
Cette voie a été ouverte sous le nom de « rue Lauretta » avant de prendre le nom de « rue Saint-Viateur ». La Commission de toponymie du Québec indique que « la « rue Saint-Viateur » a été remplacée par les « rues Saint-Viateur Est » et « Saint-Viateur Ouest » ».

## Bâtiments remarquables et lieux de mémoire
|  |  |  |